# (362) Havnia
(362) Havnia est un astéroïde de la ceinture principale découvert par Auguste Charlois le 12 mars 1893. Il fut baptisé du nom latin de la ville de Copenhague.